# Banisteriopsis pauciflora
Banisteriopsis pauciflora är en tvåhjärtbladig växtart som först beskrevs av Carl Sigismund Kunth, och fick sitt nu gällande namn av Robinson. Banisteriopsis pauciflora ingår i släktet Banisteriopsis och familjen Malpighiaceae. Inga underarter finns listade i Catalogue of Life.